# منتخب بلغاريا لكأس ديفيز
منتخب بلغاريا لكأس ديفيز (بالبلغارية: Отбор на България за Купа Дейвис)‏ هو ممثل بلغاريا الرسمي في كرة المضرب في كأس ديفيز.